# Bouygues
Bouygues (pronúncia em francês: [buigue]) é um grupo industrial com sede no 8º Arrondissement de Paris, em França. 
O Grupo Bouygues está cotado na bolsa de valores Euronext Paris e é uma empresa blue chip no índice bolsista CAC 40. A empresa foi fundada em 1952 por Francis Bouygues e é gerida pelo seu filho, Martin Bouygues, desde 1989. Em 2017, contava com mais de 115.530 funcionários em 90 países, gerando um volume de negócios de 32.9 mil milhões de euros. O Grupo é especializado em construção (Grupo Colas e Bouygues Construction), desenvolvimento imobiliário (Bouygues Immobilier), mídia (Grupo TF1) e telecomunicações (Bouygues Telecom).

## História
A empresa foi fundada por Francis Bouygues em 1952.[carece de fontes?] Em 1970, Bouygues passou a ser cotada na Bolsa de Paris. Em 1985 e 1986, Bouygues adquiriu os grupos de construção rodoviária Screg, Sacer e Colas, cuja fusão deu origem ao Grupo Colas. Em 1987, a empresa começou a operar o canal de televisão TF1 e em 1988 Bouygues mudou-se para a sua nova sede, o complexo Challenger, em Saint-Quentin-en-Yvelines. Em 1996, a empresa lançou a Bouygues Telecom e em 2006 a empresa adquiriu 23,26% da Alstom. Em 2014, na consequência da venda das atividades de energia da Alstom à General Electric, Bouygues concedeu ao governo francês a opção de compra de um máximo de 20% da Alstom, atualmente pertencente ao Grupo.

## Estrutura empresarial
Serviços de telecomunicações/indústria dos média e novas empresas de construção (construção, estradas, edifícios, etc.)
Construção
- Bouygues Construction (participação de 100%): construção, obras públicas, energia e serviços, com presença em 80 países em todo o mundo.
- Grupo Colas (participação de 96,6%): obras rodoviárias, construção, ferrovias e manutenção.
- Bouygues Immobilier (participação de 100%): mercado imobiliário residencial, corporativo, comercial e hoteleiro, desenvolvimento urbano e desenvolvimento de propriedade.

Telecomunicações - indústria dos média
- Bouygues Telecom (participação de 90,5%): operadora de telecomunicações móvel e fixa.
- Grupo TF1 (participação de 43,8%): grupo de média; com TF1 e 9 outros canais de TV.

Transportes
- Alstom (participação de 28%): transporte de passageiros, sinalização e locomotivas.

## Gestão empresarial
- Martin Bouygues, presidente e diretor executivo (CEO)

Administração Geral
- Olivier Bouygues, vice-presidente
- Philippe Marien, vice-presidente
- Olivier Roussat, vice-presidente
- Arnauld Van Eeckhout, conselheiro geral
- Pierre Auberger, diretor de Comunicação Corporativa

Administração de Subsdiárias
- Philippe Bonnave, presidente e CEO da Bouygues Construction
- François Bertière, presidente e CEO da Bouygues Immobilier
- Hervé Le Bouc, presidente e CEO da Colas
- Gilles Pélisson, presidente e CEO da TF1
- Olivier Roussat, presidente e CEO da Bouygues Telecom

### Dados financeiros
| Ano             | 2001 (NF) | 2002    | 2003    | 2004 (IFRS) | 2005    | 2006    | 2007    | 2008    | 2009    | 2010    | 2011    | 2012    | 2013    | 2014    | 2015    | 2016    | 2017    |
| --------------- | --------- | ------- | ------- | ----------- | ------- | ------- | ------- | ------- | ------- | ------- | ------- | ------- | ------- | ------- | ------- | ------- | ------- |
| Faturação       | 25 646    | 22 247  | 21 822  | 20 815      | 23 983  | 26 408  | 29 588  | 32 713  | 31 353  | 31 225  | 32 706  | 33 547  | 33 345  | 33 138  | 32 428  | 31 768  | 32 904  |
| EBITDA          | 1 680     | 2 260   | 2 415   | 2 690       | 3 505   | 3 279   | 3 601   | 3 827   | 3 616   | 3 330   | 3 242   | 2 822   |         | 1 133   | 2 411   | 2 757   | 2 968   |
| Receita liquida | 344       | 666     | 450     | 909         | 832     | 1 246   | 1 376   | 1 501   | 1 319   | 1 071   | 1 070   | 633     | 647a    | 807     | 403     | 732     | 1 085   |
| Divida liquida  | 1 124     | 3 201   | 2 786   | 1 680       | 2 352   | 4 176   | 4 288   | 4 916   | 2 704   | 2 473   | 3 862   | 4 172   | 4 427   | 3 216   | 2 561   | 1 866   | 1 914   |
| Fluxo di caixa  |           |         |         |             |         | 3 151   | 3 519   | 3 615   | 3 430   | 3 244   | 3 325   | 2 777   | 2 742   | 2 258   | 2 067   | 2 504   | 2 884   |
| Empregados      | 126 560   | 118 892 | 124 300 | 113 334     | 115 441 | 122 561 | 136 700 | 145 150 | 133 971 | 133 456 | 130 827 | 133 780 | 128 067 | 127 470 | 120 254 | 117 997 | 115 530 |

Informação bolsista
- Código ISIN = FR0000120503

| Ano                                        | 2006   | 2007   | 2008   | 2009   | 2010   | 2011  | 2012  | 2013  | 2014   | 2016   | 2017   |
| ------------------------------------------ | ------ | ------ | ------ | ------ | ------ | ----- | ----- | ----- | ------ | ------ | ------ |
| Capitalização bolsista em milhões de euros | 16 300 | 19 800 | 10 400 | 12 900 | 11 800 | 7 666 | 7 263 | 8 754 | 10 076 | 12 083 | 15 860 |

## Sede
A sede da Bouygues está localizada na 32 Avenue Hoche, no 8º Arrondissement de Paris. O arquiteto americano Kevin Roche trabalhou no projeto deste edifício, bem como no da antiga sede do Grupo, o complexo Challenger, em Saint-Quentin-en-Yvelines. Este complexo, situado em Guyancourt, numa área de 30 hectares, é atualmente ocupado pela Bouygues Construction, uma das subsidiárias do Grupo.

## Grupo e valores
Compromisso social e ambiental
Desde 2006, Bouygues participa do Pacto Global das Nações Unidas. Em conjunto com outras empresas, como a EDF, BNP Paribas ou Saint-Gobain, o Grupo apoia ainda a iniciativa The Shift Project que promove o desenvolvimento económico e sustentável.
Mecenato
Bouygues foca o seu mecenato na educação, em ações de impacto social e na pesquisa médica. Cada subsidiária apoia a sua própria fundação:
- A Fundação Francis Bouygues apoia estudantes do ensino secundário com bolsas de estudo.[5][6]

- Terre Plurielle, fundação da Bouygues Construction, concede apoio financeiro a projetos selecionados pelos seus funcionários. Estes projetos focam-se no acesso à saúde, à educação e à inserção social de pessoas que enfrentam grandes dificuldades.
- A Fundação Corporativa Bouygues Immobilier, criada em 2009, tem por objetivo consciencializar sobre a necessidade da construção e do planeamento urbano sustentáveis.
- A Fundação Colas apoia as artes contemporâneas através da aquisição de obras de arte.
- A Fundação TF1 ajuda jovens talentos de bairros desfavorecidos a ter sucesso no setor audiovisual.
- A Fundação Bouygues Telecom tem como compromissos proteger o ambiente, ajudar pessoas em dificuldades sociais ou médicas e promover a língua francesa.